# Site de dolmens d'Antequera
Le site de dolmens d'Antequera est un site patrimonial comprenant trois monuments culturels et deux formations montagneuses près de la ville d'Antequera en Andalousie, Espagne. Géré sous le nom d'ensemble archéologique des dolmens d'Antequera (es), le site est inscrit au patrimoine mondial depuis 2016.

## Caractéristiques
Le site comprend trois monuments mégalithiques, érigés sur le territoire de la commune d'Antequera, en Andalousie, au nord-est du centre-ville :
- le dolmen de Menga ;
- le dolmen de Viera, à moins de 100 m du précédent ;
- le dolmen d'El Romeral (ou « tholos »), distant de 2 km des deux précédents.

Les trois dolmens sont de grandes dimensions (le dolmen de Menga, le plus grand, mesure 25 m de long et 4 m de haut) et sont recouverts d'un tumulus de terre.
Les dolmens de Menga et d'El Romeral ont des orientations inhabituelles par rapport aux édifices mégalithiques similaires d'Europe continentale : le dolmen de Menga est orienté en direction du Peña de los Enamorados, une montagne aux formes caractéristiques distantes d'environ 6 km au nord-est. Le dolmen d'El Romeral est quant à lui orienté vers El Torcal, un espace naturel karstique distant d'un peu moins de 10 km au sud. Ces deux formations montagneuses sont comprises dans le site protégé.

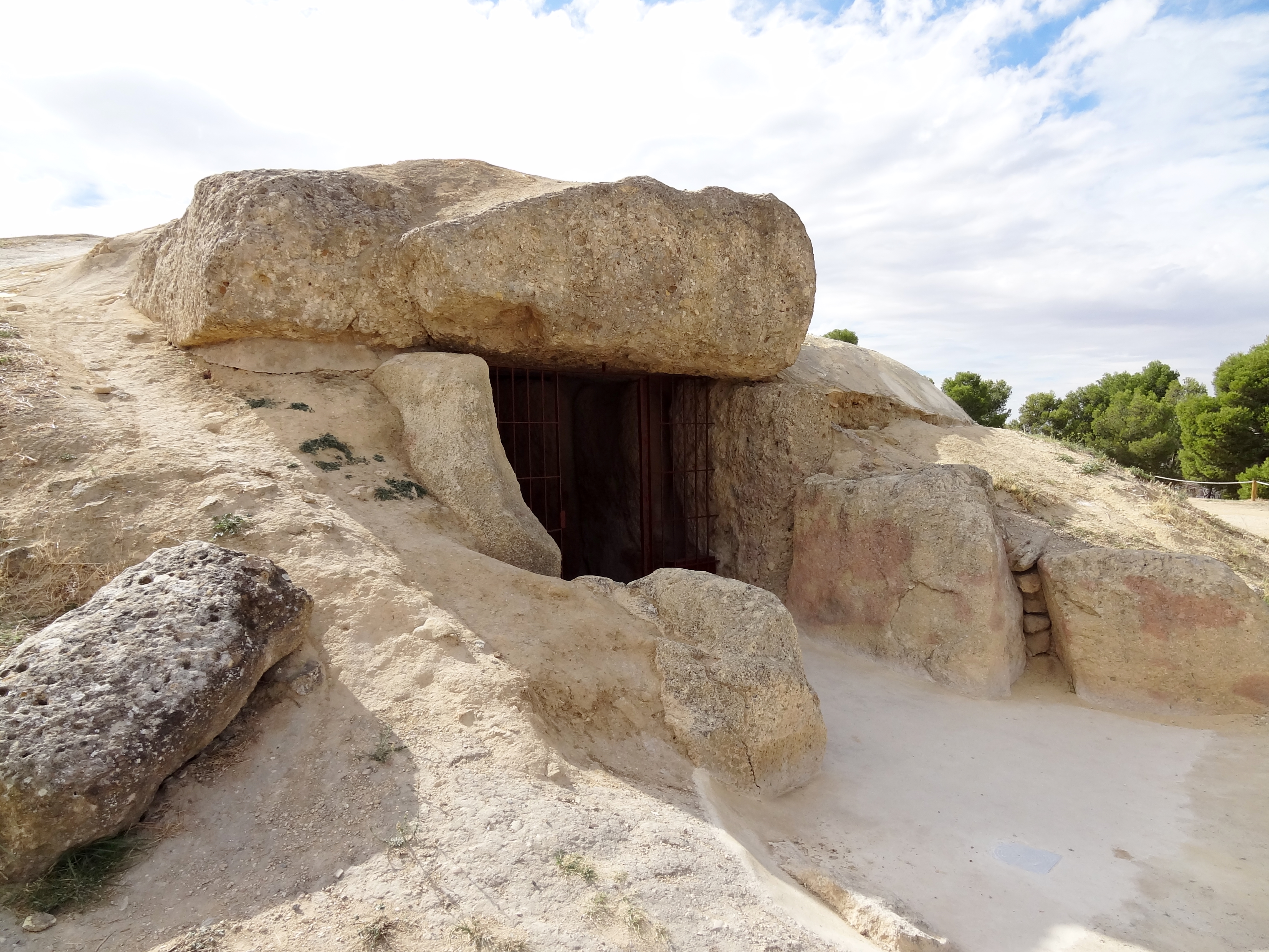
Dolmen de Menga
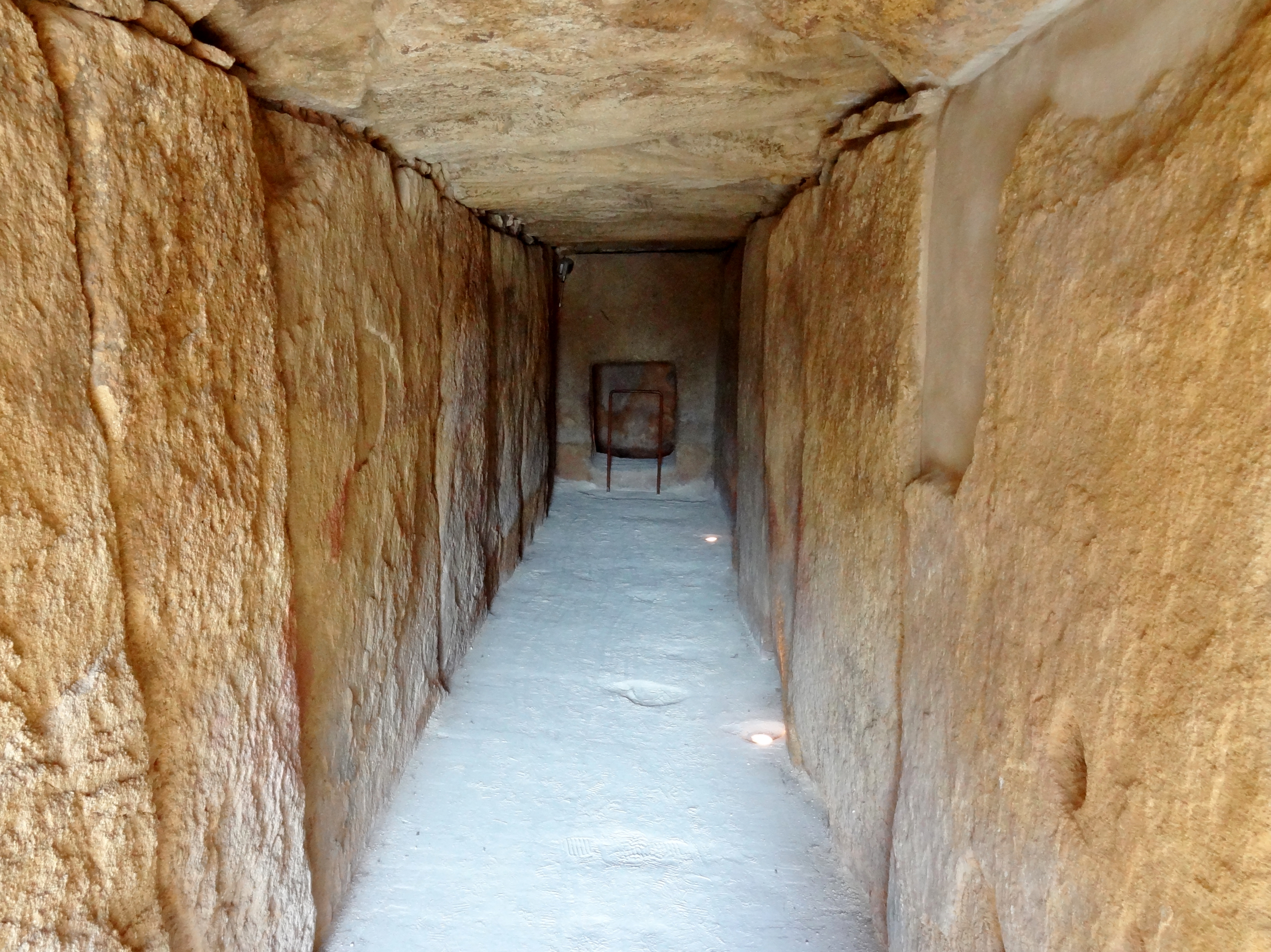
Dolmen of Viera
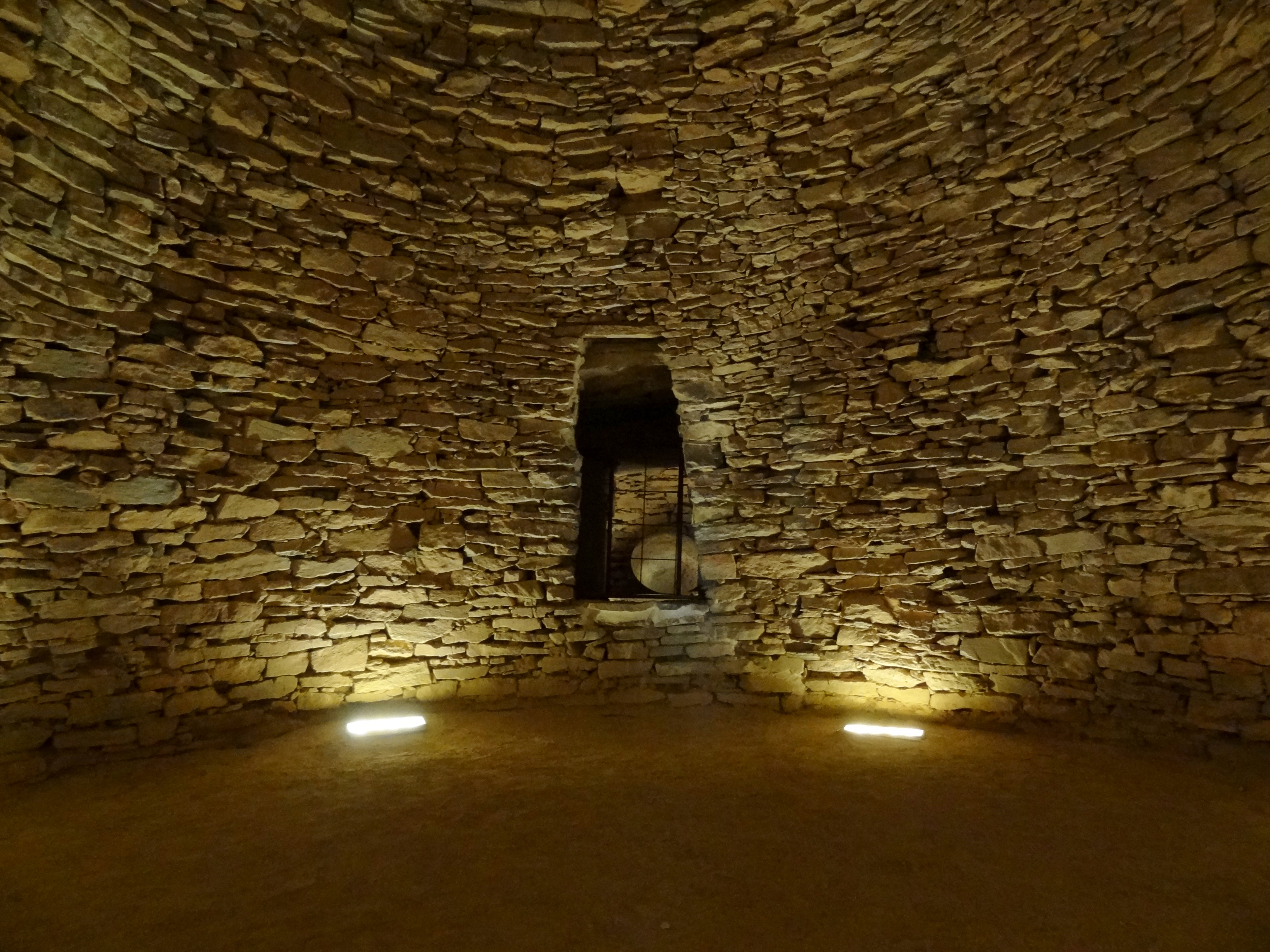
Dolmen d'El Romeral
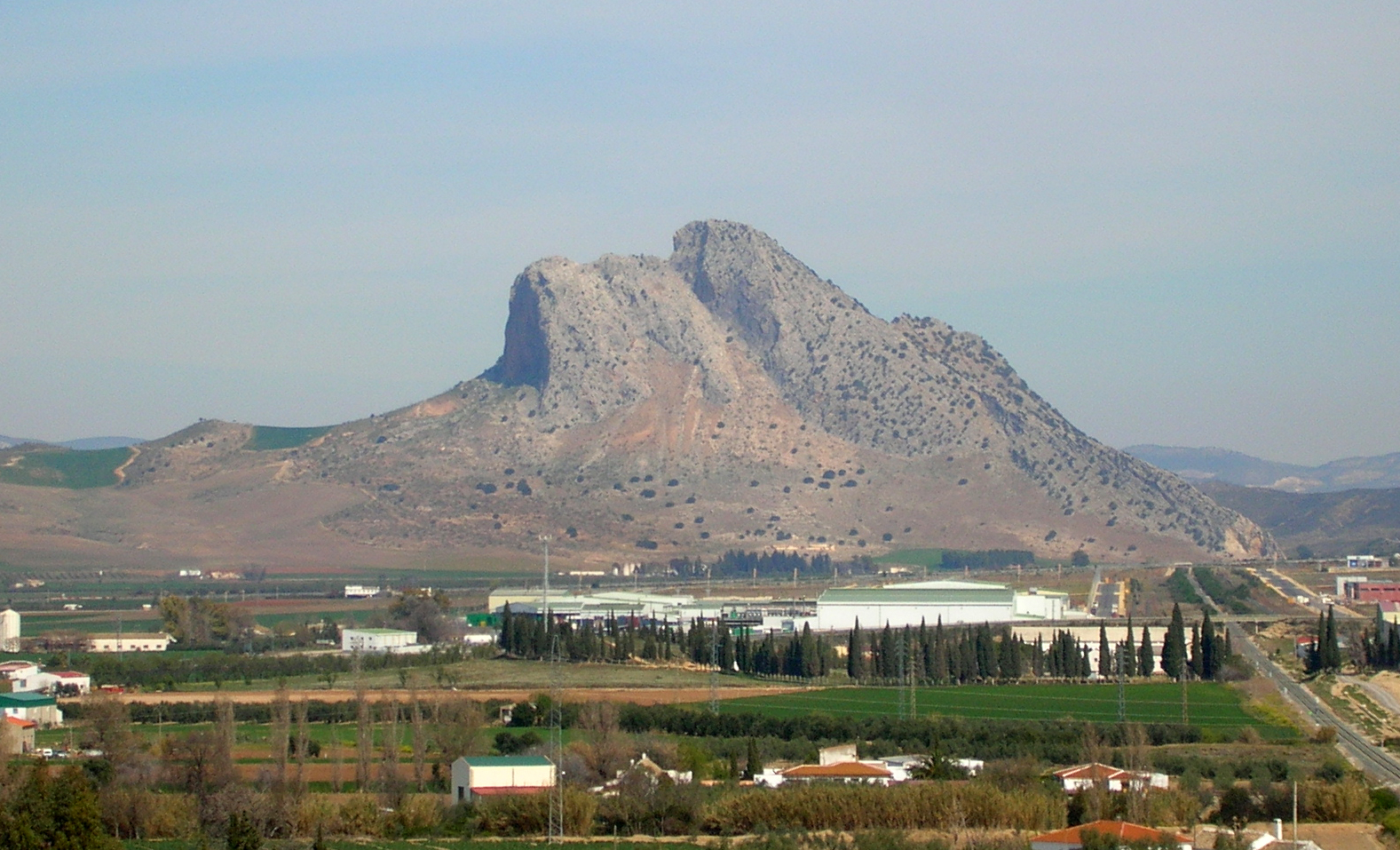
Peña de los Enamorados
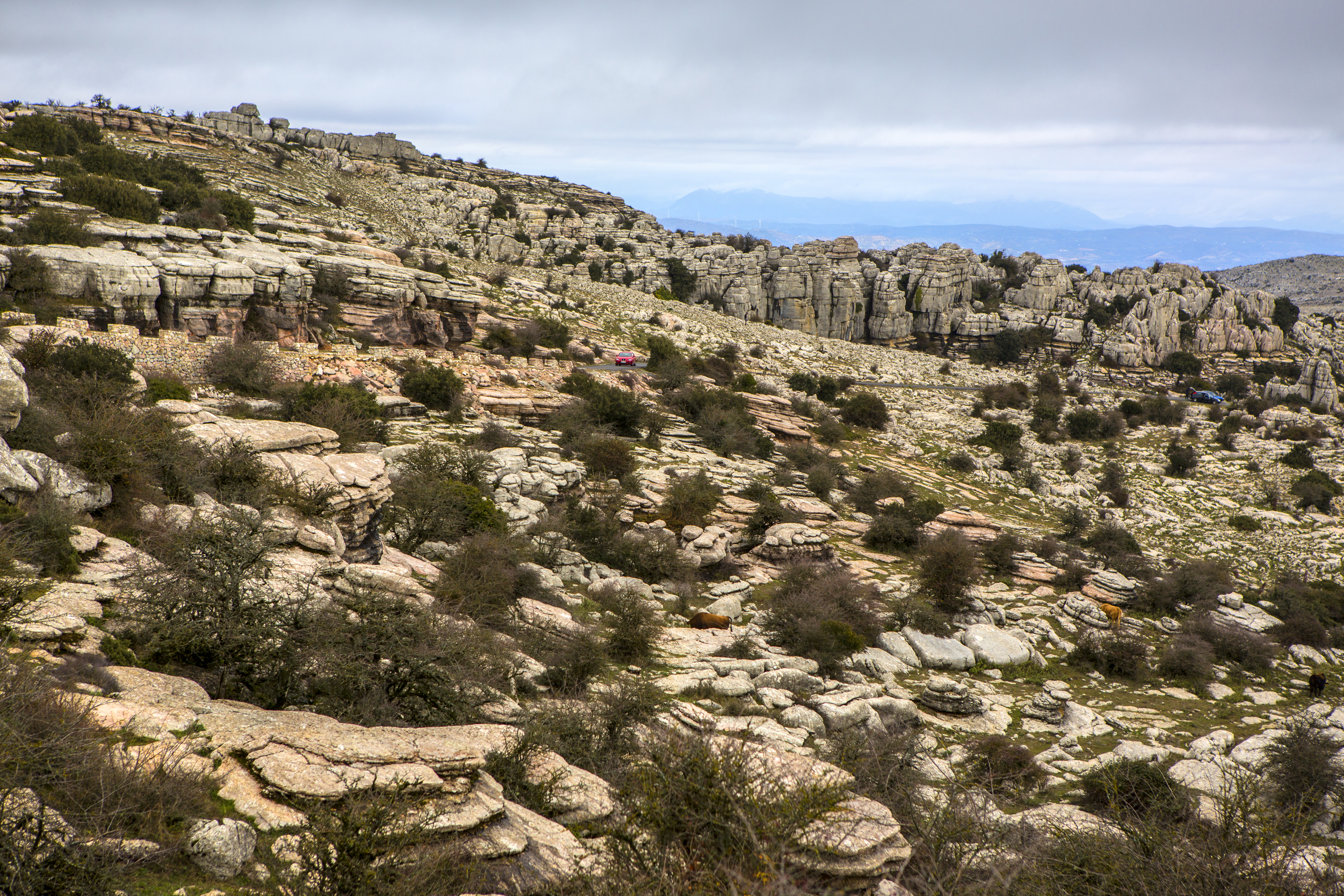
El Torcal

## Protection
Le site des dolmens d'Antequera est inscrit au patrimoine mondial par l'UNESCO en 2016. Il s'agit d'un site culturel, répondant aux critères (i), (iii) et (iv).